# Lituanie suédoise
20 octobre 1655 – 1657
Entités précédentes :
- République des Deux Nations

Entités suivantes :
- République des Deux Nations

La Lituanie suédoise, officiellement connue sous le nom de grand-duché de Lituanie (en suédois : Storfurstendömet Litauen; en latin : Magnus Ducatus Lituaniæ), était un protectorat dominicum directum de l'empire suédois sous le règne du roi Charles X Gustave, ce conformément à l'Union des Kėdainiai. Il a existé de jure de 1655 à 1657, date à laquelle il a été résilié et entièrement réincorporé dans la république des Deux Nations.

## Occupation suédoise

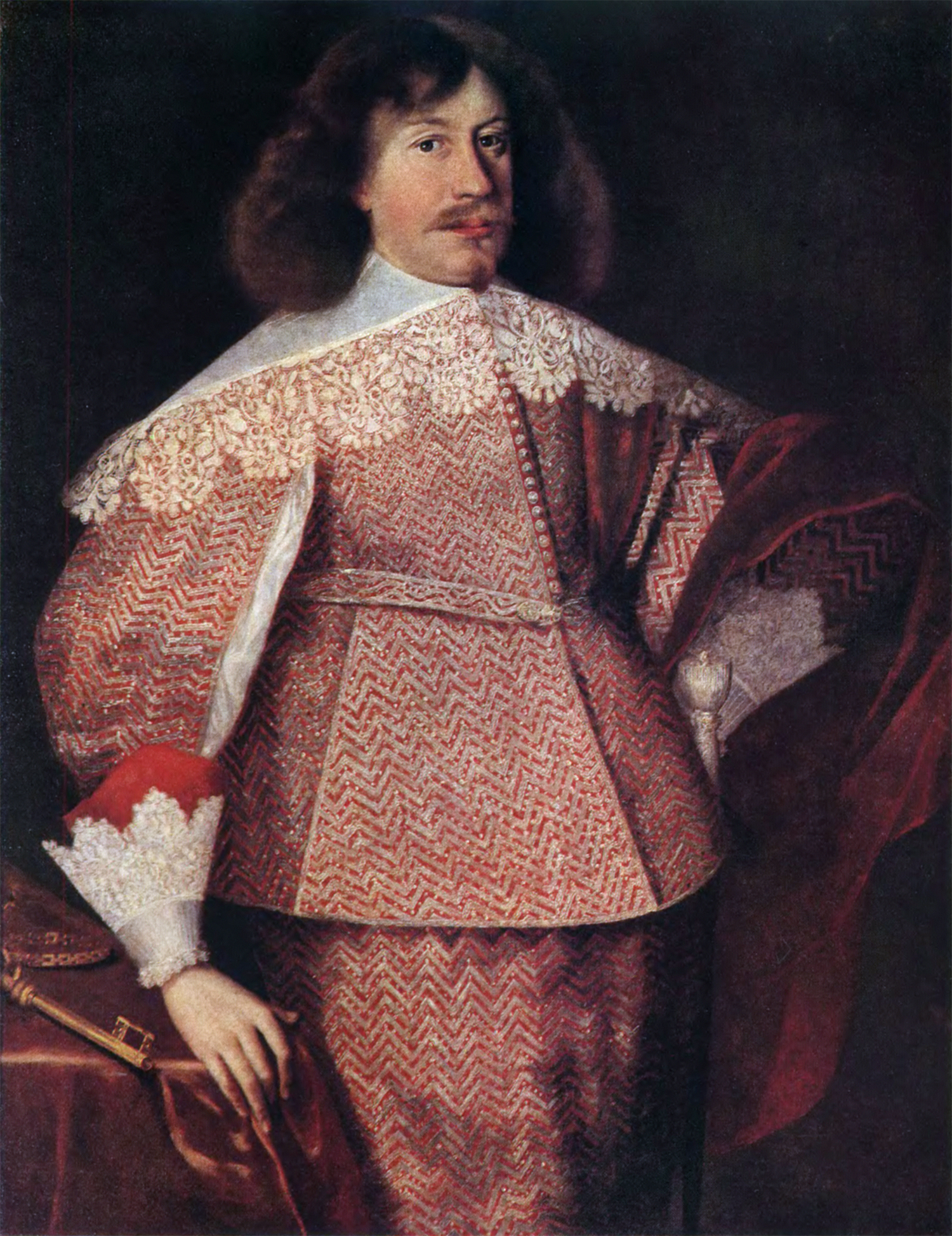
Jonušas Radvila a été l'un des principaux initiateurs des négociations suédo-lituaniennes.

En 1654, le tsarat de Russie lance son invasion contre la république des Deux Nations, qui se traduit par l'occupation de larges pans du territoire par l'armée russe. Constatant la faible performance militaire de la république, l'empire suédois a cherché à profiter de l'agitation politique et à occuper des parties de l'État polono-lituanien : la Suède voulait faire de la Lituanie une partie permanente de son domaine impérial, car le territoire était stratégiquement important pour sécuriser la mer Baltique depuis la Russie. À l'été 1655, l'armée suédoise envahit la Pologne occidentale et commença à menacer de faire de même avec la Lituanie. Après avoir appris que le roi Jean II Casimir Vasa fuyait le pays, le magnat lituanien Jonušas Radvila (en polonais : Janusz Radziwiłł) et d'autres membres de la noblesse lituanienne ont commencé à envisager des négociations avec la Suède,.